# Faro de Conchupata

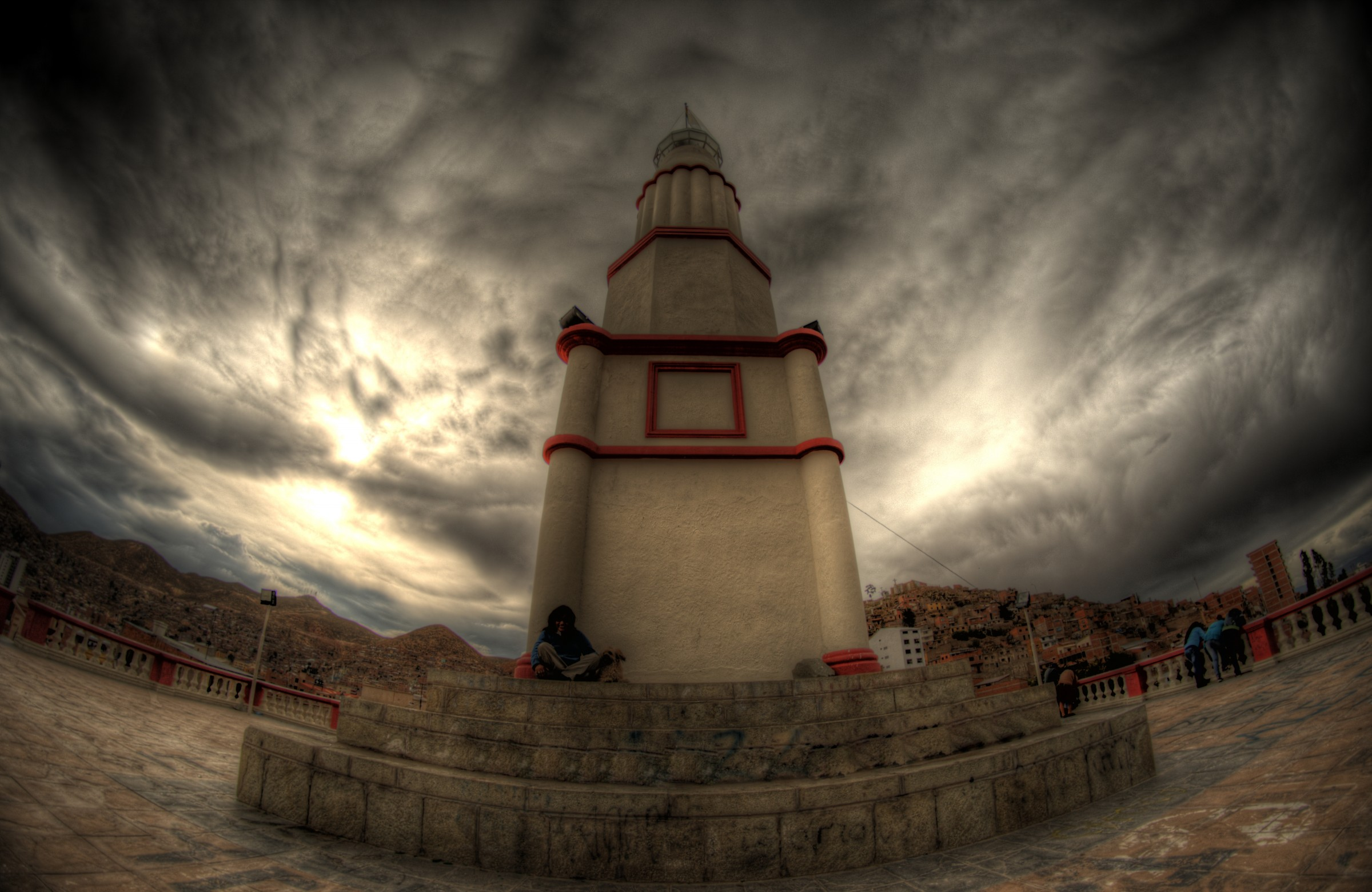
Vista trasera del faro de Conchupata

El faro de Conchupata es un faro ubicado en la ciudad de Oruro, en el país de Bolivia. Es reconocido por ser el primer lugar en donde se izó la cuarta bandera boliviana en 1851, bandera creada por el undécimo presidente de Bolivia, Manuel Isidoro Belzu, en 1849, 3 años antes del izado de la cuarta bandera boliviana, Belzu declaró al faro de Conchupata como monumento nacional de Bolivia.

## Historia
El 7 de noviembre de 1851 el presidente Manuel Isidoro Belzu izó por primera vez la actual tricolor boliviana, en medio de salvas de artillería y fusilería, ante la presencia de las principales autoridades nacionales. 

### Bandera de Bolivia
La ley del 5 de noviembre de 1851 reformó por tercera vez la bandera nacional cuyos colores (rojo punzó en la parte superior, amarillo en el centro y verde en la parte inferior) fueron inspirados en un arcoíris que el presidente Belzu vio resplandecer y levantarse sobre Oruro desde la comunidad de Pasto Grande a poco de llegar desde La Paz, en un viaje a caballo para analizar y discutir tratados con la Santa Sede en un congreso extraordinario.
El Decreto Supremo del 30 de diciembre de 1851 dispuso que desde el 15 de enero de 1852 se use la nueva bandera, misma que el prefecto de Oruro izó en la columna recién concluida el 6 de agosto de 1852.